# باری سیمونز
بری سیمونز (متولد 24 نوامبر 1948) اسکاتلندی شرکت کننده در مسابقه بی بی سی دو بود که برنده این مسابقات شد. برنده نشان (آیا شما یک روشن فکر هستی؟) شد.
سیمونز به روزنامه یهودیان جویش کرونیکل گفت: "این بهترین کار در بریتانیا است و برای انجام کاری که دوست دارید ، حقوق دریافت می کنید. اما باید اعتراف کنم که از شکست متنفرم. " 

## حرفه
سیمونز در ادینبورگ متولد شد  و در لیدز ، غرب یورکشایر زندگی می کند. او در مسابقه چه کسی می خواهد میلیونر شود؟، 64 هزار پوند به دست آورد. به نیمه نهایی برنامه (مغز متفکر) نیز راه یافت. او به فینال سریال 2008/09 از برنامه رادیویی مغز بریتانیا رسید ، اما در برابر جف توماس مغلوب شد. او از سال 2006 به عنوان محقق خدمات پرسش و پاسخ AQA 63336 بوده است.  سیمونز بخشی از تیم AQA بود که در Eggheads ظاهر شد. 
در سال 2012 او دوباره به فینال مغز انگلیس رسید و در این رقابت ها پیروز شد. قبل از فینال ، برخی از جنجالها به وجود آمده بود که از او به عنوان "مسابقه حرفه ای" تصور می شد. همانطور که توسط وب سایت بی بی سی گزارش شده است ، "هیچ قانونی که Eggeheads را از حضور در مغز انگلیس ممنوع نمی‌کند - تنها قاعده این است که قهرمانان سابق مجاز به بازگشت نیستند." 
در سال 2013 او در جهان رتبه سوم مسابقه را به خود اختصاص داد. 

## زندگی شخصی
سیمونز یهودی است و عضو کنیسه بث حمیدراش هاگادول است.  در 4 ژوئیه 1976 با جنت سیمونز ازدواج کرد. آنها در حال حاضر متاهل هستند. 